# Satyrium neglectum
Satyrium neglectum är en orkidéart som beskrevs av Rudolf Schlechter. Satyrium neglectum ingår i släktet Satyrium och familjen orkidéer.

## Underarter
Arten delas in i följande underarter:
- S. n. neglectum
- S. n. woodii
- S. n. brevicalcar